# Podocarpus aracensis
Podocarpus aracensis — вид хвойних рослин родини подокарпових.

## Поширення, екологія
Країни поширення: Бразилія (Амазонія); Венесуела. Цей вид був знайдений на піщаних масивах уздовж струмків у чагарниковій рослинності або карликовому лісі на висотах навколо 1200 м над рівнем моря в Бразилії і 2100 м у Венесуелі.

## Використання
Не відомо.

## Загрози та охорона
Загрози в даний час не відомі. Відомі ділянки зростання знаходяться за межами природоохоронних територій.